# Chojnów
Pour les articles homonymes, voir Chojnów (homonymie).
Chojnów (en allemand : Haynau) est une ville du powiat de Legnica au sein de la voïvodie de Basse-Silésie, dans le sud-ouest de Pologne.

## Situation géographique
Chojnów est situé  dans la région historique de Basse-Silésie sur la rive gauche de la Skora, à 18 kilomètres à l'est de Legnica, 26 km à l'ouest de Bolesławiec et 18 km au sud de Złotoryja.
La commune se trouve à 5 kilomètres de l'autoroute A4. Elle est reliée par chemin de fer à Bolesławiec et à Legnica.

## Histoire
La première référence à Chojnów, située près de la route commerciale Via Regia reliant Görlitz et Wrocław (Breslau), remonte à 1241. En 1288, elle est désignée comme ville (civitas) dans des documents du duc silésien Henri V le Gros (en polonais: Henryk V Gruby), seigneur du duché de Liegnitz issu de la maison Piast. Entre 1291 et 1297, le domaine fut occupé par les forces de son cousin Henri III de Głogów. En 1329, le duc Boleslas III le Prodigue, fils d'Henri V, rend un hommage de vassalité à la couronne de Bohême. 

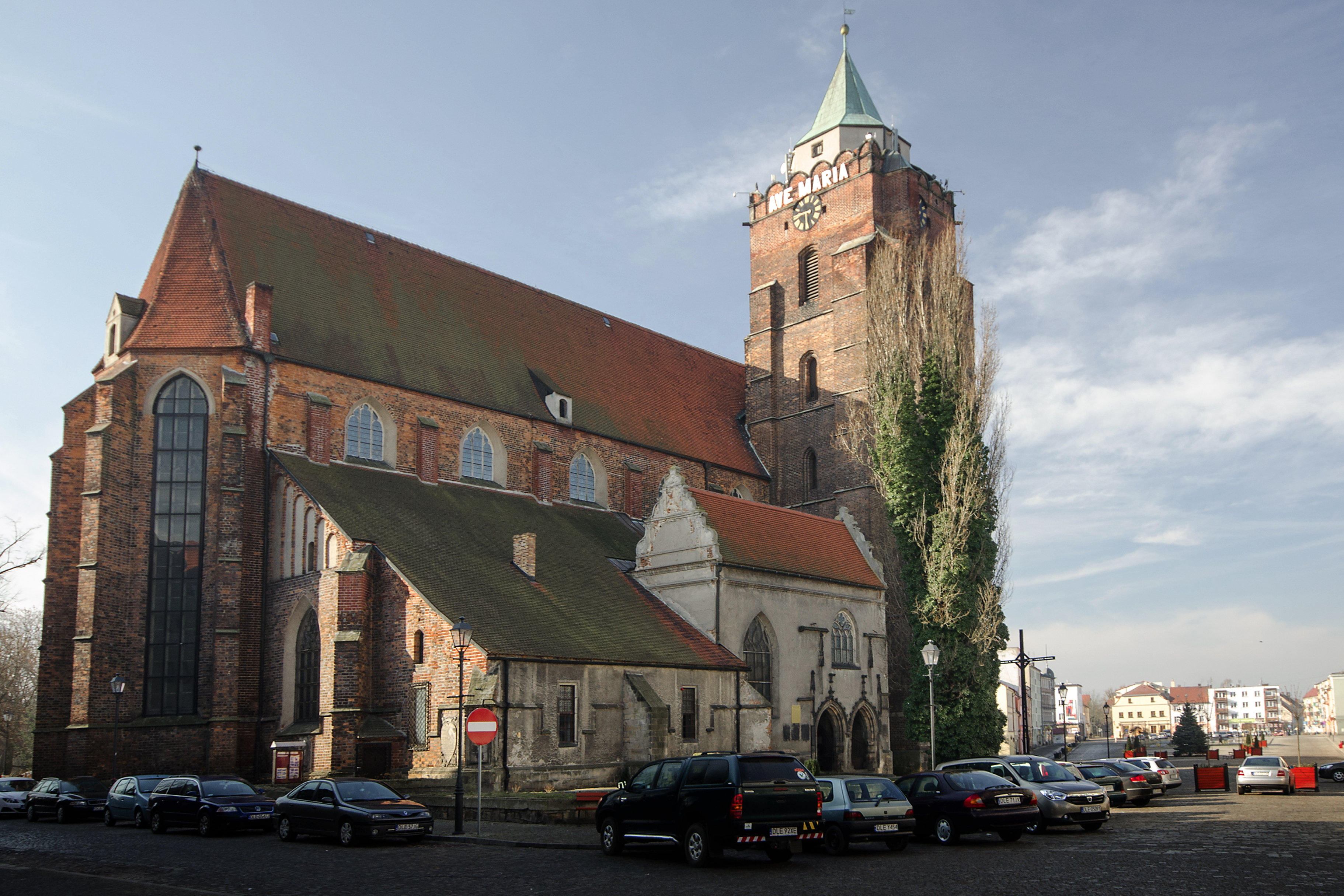
Église Saints Pierre et Paul.

Haynovia n'obtient les privilèges de ville qu'en 1333. Elle est devenu un centre des tisserands, possiblement lancé par des colons provenant de la Flandre. En 1428, la ville est dévastée par des insurgents hussites. Durant la Réforme protestante, en 1535, les citoyens  reconnaissaient la confession évangélique. Haynau a souffert d'importants dégâts dans la guerre de Trente Ans. Le dernier duc de Liegnitz, Georges Guillaume, vassal de la couronne de Bohême et de la monarchie de Habsbourg, meurt en 1675.
Après la première guerre de Silésie, en 1742, la ville était annexée par le royaume de Prusse aux termes du traité de Breslau. Pendant les guerres napoléoniennes, le 26 mai 1813, un contingent de la cavalerie prussienne sous le commandement de Gebhard Leberecht von Blücher a battu les troupes françaises du général Nicolas-Joseph Maison dans le combat d'Haynau. En 1815, elle fut incorporée dans la province de Silésie, appartenant à l'arrondissement de Goldberg au sein du district de Liegnitz. En 1885, le parc municipal est créé d'après les plans d'Eduard Petzold.
Haynau fut conquise par l'Armée rouge à la fin de la Seconde Guerre mondiale en 1945 puis rattachée à la réüublique de Pologne. La population germanophone restante était expulsée.

## Monuments

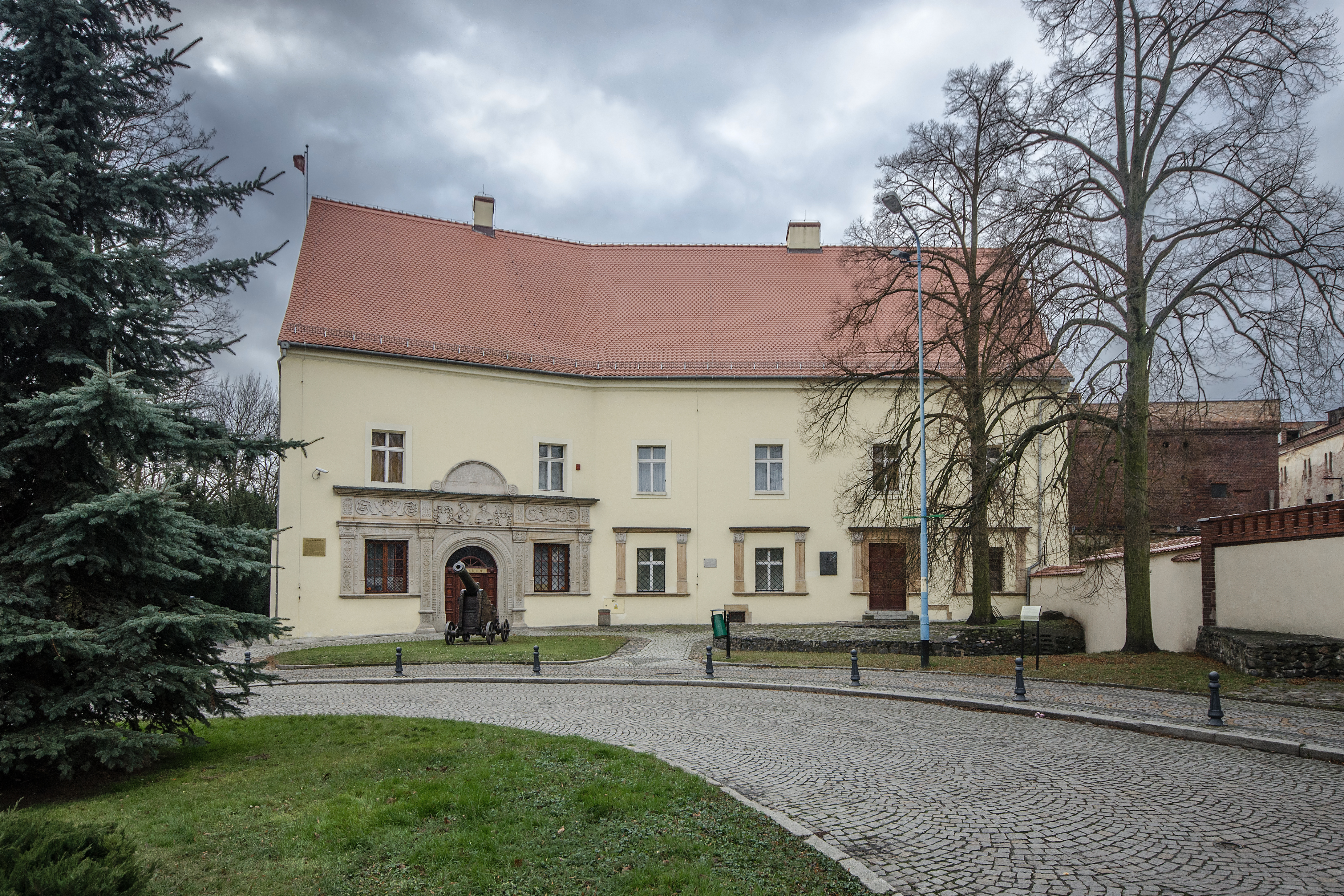
Château de Chojnów

- Église Saints Pierre et Paul, basilique gothique (1299) ;
- Château des princes Piast (de) XIIIe siècle, actuellement musée.

## Personnalités
- Johann Wilhelm Ritter (1776-1810), physicien et philosophe ;
- Otto von Hoffmann (1816-1900), lieutenant général prussien ;
- Georg Michaelis (1857-1936), juriste et homme politique ;
- Edith Jacobson (1897-1978), médecin et psychanalyste ;
- Margarete Zuelzer (1877-1943), zoologiste ;
- Horst Mahler (1936-2025), avocat, terroriste et néo-nazi.

## Jumelages

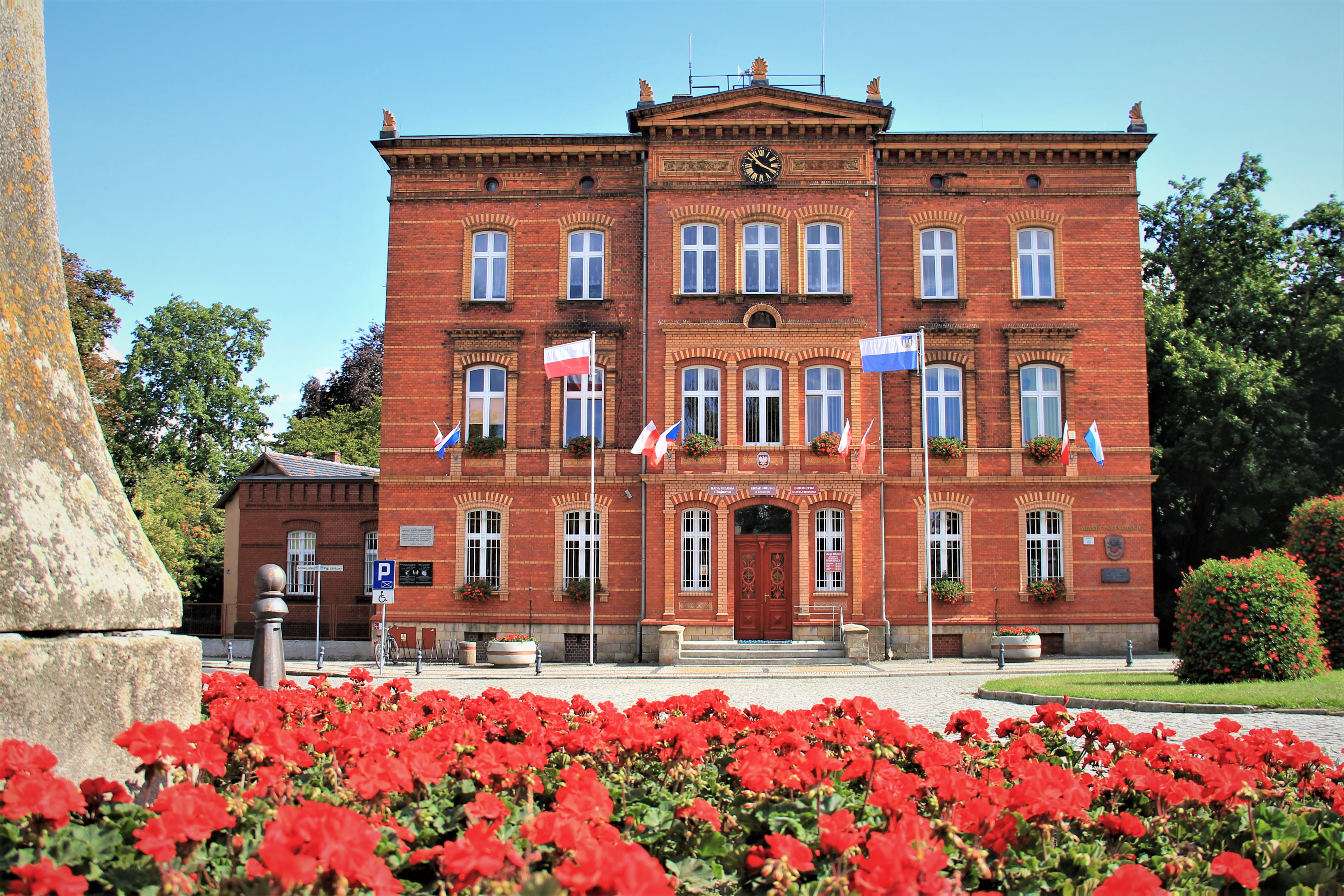
Hôtel de ville.

- Egelsbach (Allemagne) depuis 2005
- Commentry (France) depuis 2006
- Mnichovo Hradiště (Tchéquie) depuis 2016